# Tuareg
Die Tuareg (Singular: Targi (männlich), Targia (weiblich); zu dieser Eigenbezeichnung siehe Abschnitt Etymologie) sind ein zu den Berbern zählendes Volk in Afrika, dessen Siedlungsgebiet sich über die Wüste Sahara und den Sahel erstreckt.
Von den Tuareg werden neben ihrer eigenen Sprache mehrere Verkehrssprachen gesprochen, von Songhai über Arabisch und Hassania bis Französisch. Ihre Schrift ist das Tifinagh. Jahrhundertelang lebten sie im Gebiet der heutigen Staaten Mali, Algerien, Niger, Libyen und Burkina Faso nomadisch. Seit der Mitte des 20. Jahrhunderts sind viele inzwischen sesshaft geworden. Sie zählen, bei stark schwankenden Angaben etwa 1,5 bis 2 und nach Eigenangaben bis 3 Millionen Menschen.
In den letzten Jahren kam es immer wieder zu Aufständen der Tuareg, die sich behindert fühlen, ihre hirtennomadische Lebensweise fortzuführen.

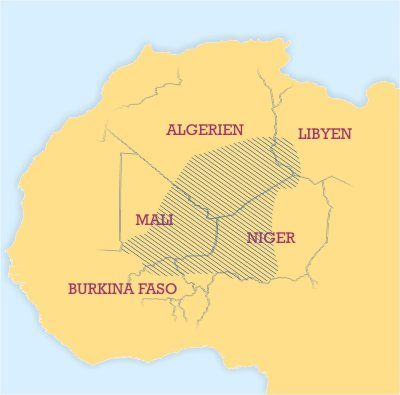
Karte der Gebiete, in denen eine bedeutende Anzahl an Tuareg lebt

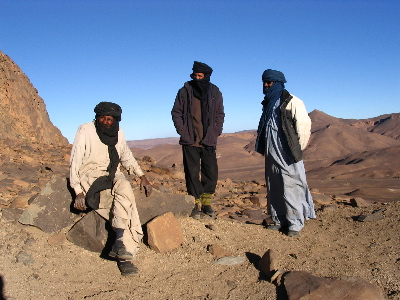
Tuareg in Algerien

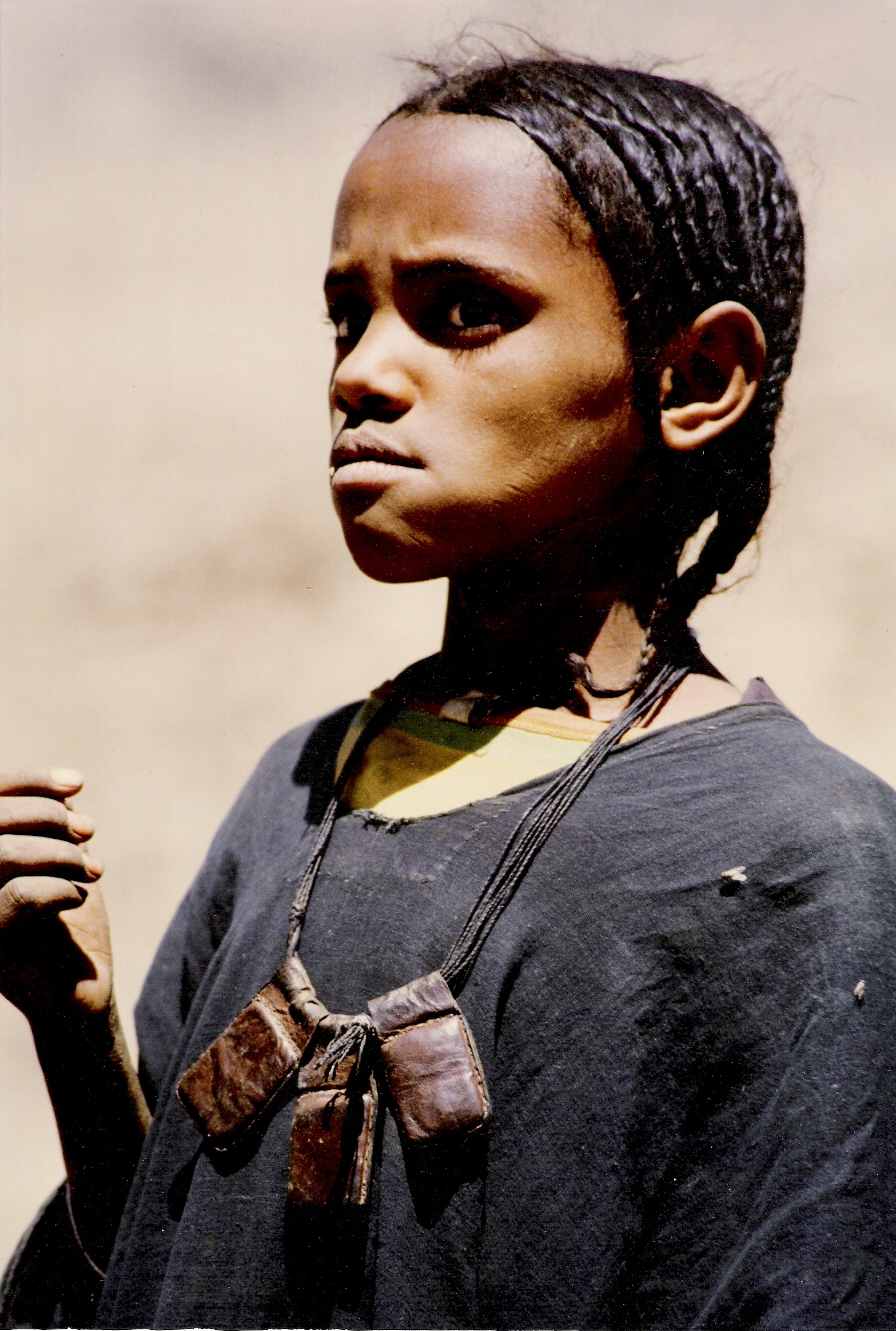
Junge Targia in Süd-Algerien, Hoggar-Gebirge (1984)

## Etymologie
Das Wort Tuareg leitet sich von dem Wort Targa, dem berberischen Namen für die Provinz Fezzan in Libyen, ab. Damit bezeichnete Tuareg ursprünglich die Bewohner des Fezzan. Targa ist ein berberisches Wort, das mit ‚Rinne’ oder ‚Kanal‘, im weitesten Sinne auch mit ‚Garten‘ übersetzt werden kann. Lokaler Ansicht zufolge bezeichnet Targa nicht den gesamten Fezzan, sondern lediglich die Region zwischen den Städten Sebha und Ubari und wird arabisch als bilad al-khayr ‚gutes Land‘ bezeichnet. Gemeint ist damit das fruchtbare Wadi al-Haya (vormals Wadi al-Ajal), das den gesamten Süden Libyens mit agrarischen Produkten versorgt.
Die bis heute weit verbreitete arabische Volksetymologie: Tawariq (Einzahl: Tarqi), ‚das von Gott verlassene Volk‘, dient dazu, eine arabische Überlegenheit über die Tuareg auszudrücken. Grund dafür sind die liberalen religiösen Auffassungen der Tuareg, die von Vertretern einer strengen muslimischen Doktrin als verwerflich angesehen werden.
Der Name Tuareg hat sich seit der Kolonialzeit im deutschen, frankophonen und angloamerikanischen Sprachraum eingebürgert. Die Tuareg selbst bezeichnen sich nicht mit diesem Namen. Die emische Bezeichnung der Tuareg lautet Imajeghen im Niger, Imuhagh in Algerien und Libyen und Imushagh in Mali. Das gh wird wie das deutsche Rachen-r ausgesprochen und die Betonung liegt auf der ersten Silbe. Diese Eigenbezeichnung (Endonym) bezieht sich auf Menschen mit freier Abstammung, die noble Qualitäten besitzen. Damit wird auf den Ehrenkodex (asshak) der Sahara- und Sahelbewohner hingewiesen.
Alle drei Begriffe gehen auf dieselbe Wurzel zurück und sind lediglich infolge der dialektalen Ausformung unterschiedlich. Neben dieser Eigenbezeichnung Imajeghen/Imuhagh/Imushagh findet der Name Kel Tamasheq, ‚die Leute, die Tamasheq sprechen‘, Verwendung.
In der Literatur werden die Tuareg als Kel Tagelmust ‚die Leute des Gesichtsschleiers‘ oder „Das blaue Volk“ bezeichnet, da sie mit Indigo gefärbte Kleidung tragen. Beide Begriffe werden von den Tuareg nicht verwendet.

## Geschichte

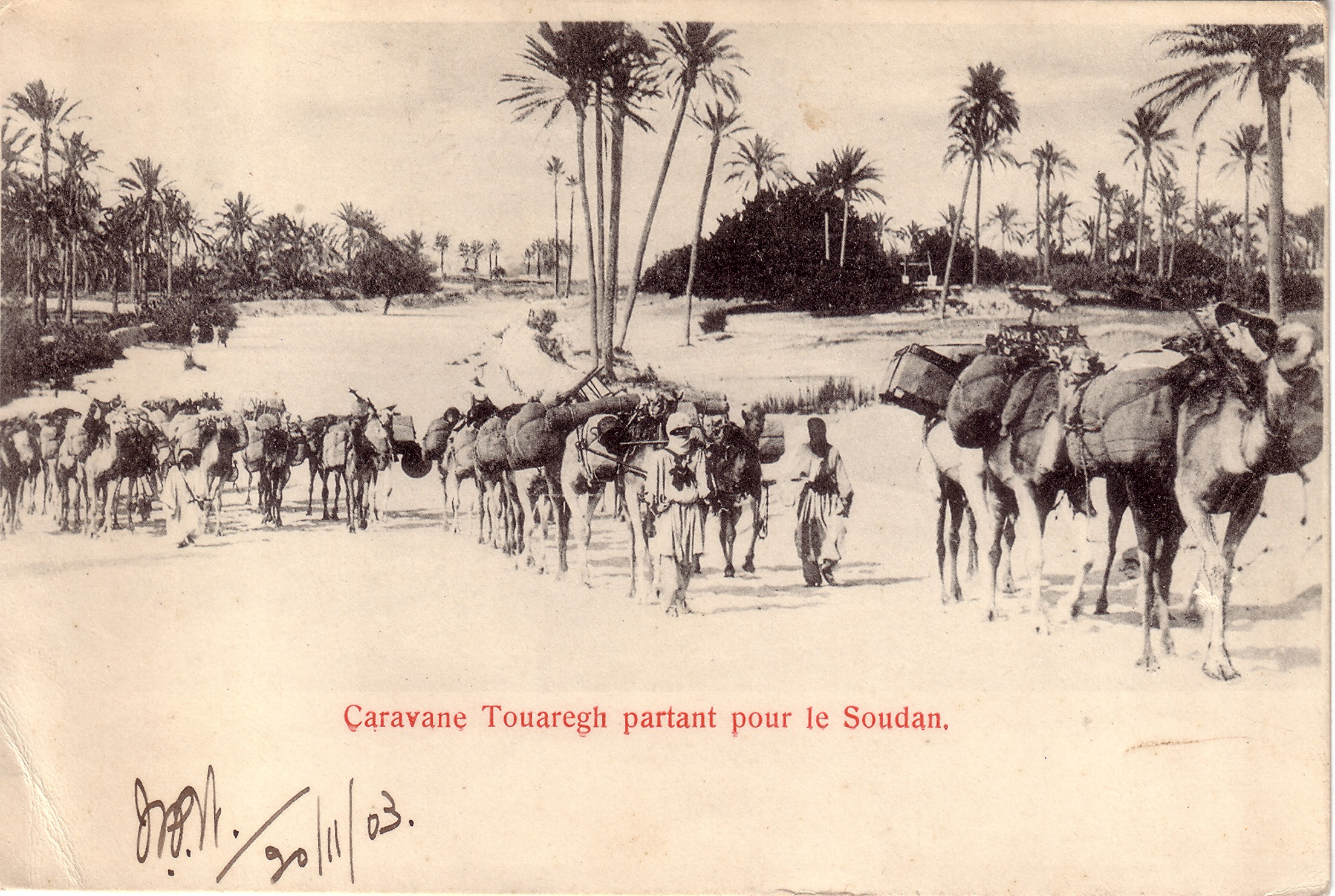
Tuaregkarawane, um 1900

MNLA Flagge der Tuareg

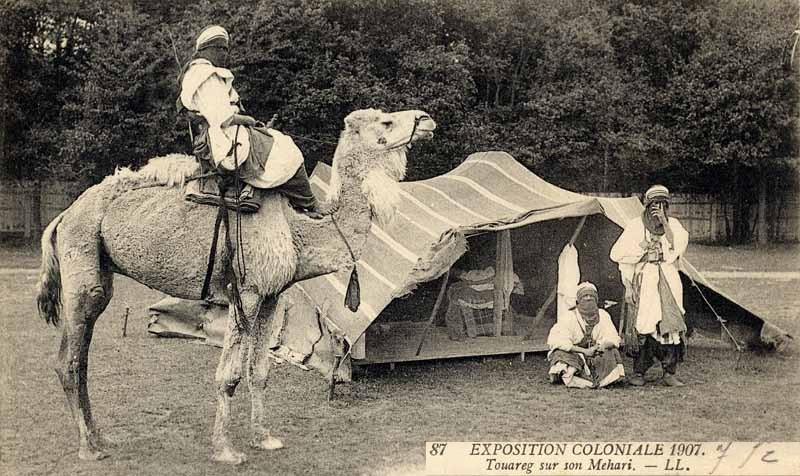
Targi auf Kamel, Postkarte der Kolonialausstellung 1907

Die Tuareg sind ein Berbervolk. Sie sollen Nachkommen der altberberischen Garamanten sein, die nach dem Jahr 1000 vor der Zeitenwende von der Küstenregion Nordafrikas verdrängt wurden und in den Fessan im Süden Libyens und bis zum Tassili n'Ajjer und Ahaggar vordrangen. Aus der Zeit um 500 nach der Zeitenwende, als Kamele in Nordafrika die Pferde zu ersetzen begannen, sind die ersten Felszeichnungen von verschleierten Männern sowie Felsritzungen in einer Vorform von Tifinagh dokumentiert. Im 7. Jahrhundert, als arabische Heere Nordafrika eroberten und islamisierten, begannen Tuareg-Gruppen weiter in Richtung Sahel vorzudringen, bis ins Gebiet des Aïr-Gebirges.
Im 11. Jahrhundert wurden sie von arabischen Beduinen vom Stamm der Banū Hilāl aus dem Fessan vertrieben und zogen sich abgedrängt in die Gebiete der zentralen Sahara, insbesondere in das Tassili n'Ajjer, Ahaggar, Aïr und den Adrar des Ifoghas zurück, wo sie seit dieser Zeit leben. Insoweit konnten sie sich einer Arabisierung ihrer Kultur (Schrift, Sprache, Handwerkskultur, matrilineare Sozialstrukturen) entziehen. Gleichwohl übernahmen sie den Islam. Nach dem Untergang des Songhaireichs im Zuge des marokkanischen Eroberungskrieges im 16. Jahrhundert errangen die Tuareg in der Folgezeit unter anderem die Kontrolle über Timbuktu und das Sultanat Aïr mit Sitz in Agadez.
Die Tuareg-Stämme der Adligen (Imajeghen) hatten in der Vorkolonialzeit für den Schutz ihrer Vasallen und Sklaven zu sorgen. Sie lebten von den Einnahmen aus dem Karawanenhandel zwischen der Küstenregion Nordafrikas und dem Sudan (heute Sahel), der durch ihr Gebiet führte. Dabei gaben sie Begleitschutz, führten aber bei Gelegenheit auch den Transport mit ihren Lastkamelen selber durch. Sie verlangten Wegzoll für die transportierte Ware. Wenn Karawanen den Wegzoll zu umgehen suchten, entschädigten sie sich, indem sie sie überfielen und ausraubten. Eine weitere Einnahme waren die Abgaben ihrer Vasallen.
Die Imajeghen waren eine adlige Kriegerkaste, von ihren Nachbarn gefürchtet.  Sie bewiesen ihren Mut und ihr Können in Kriegen und Raubzügen. Kriege waren seltener, Raubzüge, auch Rezzous genannt, aber häufig. Ein erfolgreicher Rezzou war profitabel und brachte viel Anerkennung, welche sich auch in den Liedern und Poesien der Tuareg niederschlug. Am meisten Ruhm brachte es nicht, wenn man großen Widerstand überwunden hatte, sondern wenn die Beute groß war und die Beraubten durch List unvorbereitet überrascht wurden. Ziele waren oft Nomadenlager anderer Tuareg-Konföderationen, mit denen man sich nicht verbunden fühlte, aber auch die Chaambas, die in der nördlichen algerischen Sahara nomadisierten und die Tubbus, Hausa und Fulani in der Sahelzone.  - Die Jahreszeit der Rezzou begann meist nach dem ersten Regen. So fanden die Kamele auf dem Hin- und Rückweg genug Futter. Bevorzugt wählte man weit entfernte Ziele, denn Rezzous führten oft zu Konterrezzous, die über kurze Strecken leichter und schneller zu organisieren waren. Geraubt wurde alles, was man mitschleppen konnte, vor allem aber Kamele. Durch Verhandlungen war es jedoch möglich, dass die Geraubten später einen Teil oder die ganze Beute wieder zurück erhielten.  Ab Mitte des 19. Jahrhunderts beteiligten sich ihre Vasallen (Imaghad) ebenfalls an den Kriegs- und Raubzügen und organisierten auch eigene Rezzous. Es war die Zeit, als auch ihnen der Besitz von Kamelen erlaubt wurde. - Die vielen Rezzous und Konterrezzous, die die nördlichen Tuareg durchführten, aber auch erleiden mussten, führten in der zweiten Hälfte des 19. Jahrhunderts zu ihrer Verarmung, denn auf dem Rückweg war jeweils Eile geboten, und dabei gingen viele Tiere verloren, wegen Erschöpfung oder Entfernung von der Gruppe - Bei Kriegszügen der Tuareg wurden auch Gefangene gemacht und dann als Sklaven gehalten oder verkauft, gleichgültig, welchen sozialen Status sie vorher hatten. Während der Zeit der Kolonisierung (etwa 1900 bis 1920) duldeten oder billigten die französischen Militärkommandanten Rezzous von Volksgruppen, die sich ihnen unterstellt hatten, bei solchen Tuaregstämmen, die sich den Franzosen widersetzten. Nachher wurden alle Rezzous und Kriegszüge in eigener Sache verboten.
Die Tuareg mussten immer wieder um das Recht kämpfen, als freies Volk anerkannt zu werden und nach ihrer Tradition leben zu dürfen. Im späteren 19. Jahrhundert leisteten sie der vordringenden Kolonialmacht Frankreich in der Saharazone von Westafrika lange Zeit heftigen Widerstand. Erst 1917 wurde ein Friedensvertrag geschlossen. Mit dem Ende der französischen Kolonialherrschaft in Westafrika 1960 wurde das Siedlungsgebiet der Tuareg zwischen den nunmehr unabhängigen Staaten Mali, Niger und Algerien aufgeteilt, wobei kleinere Gruppen der Tuareg zudem in Libyen und Burkina Faso leben. 1990 bis 1995 revoltierten die Tuareg in Mali und Niger aufgrund der Vernachlässigung, Unterdrückung und Ausgrenzung durch die jeweiligen Regierungen. Ein Führer des Tuareg-Aufstandes war Mano Dayak. Mitte der 1990er Jahre wurden die Aufstände nach der Unterzeichnung von Friedensverträgen beendet. 2007 beschuldigte die neu gegründete Tuareg-Rebellengruppe Bewegung der Nigrer für Gerechtigkeit die Regierung, den Friedensvertrag nicht einzuhalten. Außerdem fordern sie einen Anteil des Gewinns aus dem Uranabbau nordwestlich von Agadez für die Tuareg (Uranmine bei Arlit).
Infolge des Bürgerkriegs in Libyen im Jahr 2011 verschärfte sich die Sicherheitslage im Norden Malis, nachdem Tuareg, die auf Seiten Muammar al-Gaddafis kämpften, aus Libyen vertrieben wurden. Die als Nationale Bewegung für die Befreiung des Azawad (MNLA) auftretenden bewaffneten Gruppen drangen ab Ende 2011 über Niger nach Mali ein und brachten Gebiete im Norden des Landes unter ihre Kontrolle. Ob sie dabei in Verbindung zu Al-Qaida im Maghreb stehen, ist umstritten. Soldaten der malischen Streitkräfte warfen der Regierung von Präsident Amadou Toumani Touré Unfähigkeit bei der Bekämpfung des Aufstandes der Tuareg im Norden des Landes vor und übernahmen durch einen Putsch im März 2012 die Macht. Die MNLA nutzte die Situation und eroberte in den Tagen darauf bis Anfang April alle Städte im Gebiet Azawad. Am 6. April rief sie einseitig den unabhängigen Staat Azawad aus.

## Hauptorte
Als Nomadenvolk, das bis zur Kolonialzeit in mehrere politische Konföderationen unterteilt war, besitzen die Tuareg keine Hauptstadt. Am ehesten kann man Agadez im Niger, mit dem Sitz des Sultans von Aïr als einen zentralen Ort bezeichnen. Für die nördlichen Tuareg (Kel Ajjer und Kel Ahaggar) spielten die südalgerische Oase Djanet und die südlibysche Oase Ghat in früheren Zeiten eine ähnliche Rolle.
Der heutige Hauptort des Ahaggar-Gebirges, Tamanrasset, entstand erst nach 1900, als sich der französische Missionar Charles de Foucauld in der Gegend niederließ. Erst nach der endgültigen Eroberung des Gebirges durch die französischen Kolonialtruppen wuchs der Ort und wurde zum offiziellen Sitz des Amenokal (Königs) der Kel Ahaggar.

## Kultur und Religion
Die Kultur der Tuareg wurde von den Afrikaforschern Heinrich Barth und Henri Duveyrier erforscht und ausführlich beschrieben.
Seit der ersten islamischen Wanderungswelle der Umayyaden von der Arabischen Halbinsel nach Nordafrika wurden der Maghreb und Ägypten arabisiert. Die Tuareg wurden über die Handelswege zu Muslimen, obwohl sie sich anfangs sehr stark gegen eine Missionierung wehrten, denn die den Islam verbreitenden Araber waren ihre angestammten Feinde. Heute beruht der Islam bei den Tuareg auf der Malikiten-Lehre (wie fast ganz Nordafrika). Sie gehören diversen Orden (Tarīqa) oder Bruderschaften an, die das politische und soziale Leben teilweise regeln. An die Regeln des Islams halten sich die Tuareg überwiegend streng. Ihren Glauben an gute und böse Geister (Kel Essuf) konnten sie in die muslimische Religion einfügen, da auch der Islam das Vorhandensein von Geistern im Koran erwähnt. Zu ihrer Abwehr sind für sie Amulette, in Leder eingebundene magische Zeichen, unverzichtbar. Die Frauen tragen als Amulett-Schmuck die Chomeissa, eine abstrahierte Form der Hand der Fatima.
Wie in der gesamten Sahelzone ist zeremonielles Teetrinken ein wichtiger Bestandteil der Alltagskultur. Es werden drei unterschiedlich starke Aufgüsse unterschieden: stark und bitter, stark und süß, nur süß. Ein Gast, der drei Gläser ausgetrunken hat, steht unter dem Schutz der Tuareg.

Targi aus der Gegend von Timbuktu in Festtagstracht mit roter Mütze unter dem Turban und Silberamuletten (um 1890)

Die Tuareg waren ursprünglich reine nomadische Viehzüchter mit einem komplex abgestuften hierarchischen Sozialmodell:
- Imajeghen/Imuhagh/Imushagh/Ihaggaren (die Nobilität, die das Monopol auf das Tragen bestimmter Waffen - zum Beispiel das Takouba - und den Besitz von Dromedaren hatte)
- Imaghad/Imrad/Imerod/Kel Ulli (Vasallen)
- Iklan (Iderafan, Ikawaren, Izzegharen: frühere Sklaven)
- Inadan (Schmiede, Handwerker)
- Ineslimen (Korangelehrte)

Heute sind nur noch einige wenige Gruppen vollnomadisch. Die meisten leben von halbnomadischer mobiler Weidewirtschaft mit teilweisem Anschluss an marktwirtschaftliche Strukturen.
Einige Stämme hatten bis zur kolonialen Eroberung die politische und wirtschaftliche Macht inne. Sie stellten den König, den Amenokal, ein Amt, das in Mali erst 1977 abgeschafft wurde. Daneben gibt es zugewanderte Stammesgruppen, die in der Literatur mit Begriffen des feudalen Europas beschrieben werden, die Imaghad. Sie mussten in vorkolonialer Zeit Abgaben liefern, kooperierten jedoch in politischen Belangen mit den Imajeghen/Imuhagh/Imushagh und wurden von ihnen beschützt. Iklan, „Sklaven“ spielten im traditionellen System eine wesentliche wirtschaftliche Rolle. Sie stellten das Eigentum einer Familie dar, wurden jedoch als fiktive Verwandte integriert. Sklaven konnten freigelassen werden und wurden dann mit unterschiedlichen Termini bezeichnet (unter anderem Iderafan, Ikawaren, Izzegharen). Die Handwerker und Schmiede (Inadan) stellen eine eigene soziale Gruppe dar, die als Personen ohne Scham und Anstand gelten, jedoch für die Wirtschaft unentbehrlich waren, da sie Arbeitsgeräte, Werkzeuge, Waffen, Küchenutensilien und Schmuck herstellten.
Der Vollständigkeit halber seien die Ineslimen, die Korangelehrten genannt, obwohl sich der Begriff auf alle Muslime bezieht.
Dieses Sozialsystem spielt bis heute eine Rolle und weist den jeweiligen Klassen Wert- und Moralvorstellungen zu, die für die einzelnen Gruppenmitglieder einzuhalten sind.
Die Frau empfängt die Gäste und überwacht die Zubereitung des Tees. Sie entscheidet, wen sie heiratet, und darf ihren Mann verstoßen. Eine Ehescheidung stellt in dieser Kultur keine Schande dar. Ebenso ist es ihr erlaubt, vor einer Ehe verschiedene Liebhaber zu haben. Nach einer Scheidung verbleiben die Kinder bei der Frau. Die Söhne der Schwester werden von Männern in der Weitergabe ihrer Besitztümer bevorzugt, da man hier von einer engeren Verbindung ausgeht, als es bei eigenen Söhnen der Fall ist. Man spricht hier von Matrilinearität, womit nicht das Matriarchat gemeint ist.
Die verlorene oder versunkene Oase Gewas ist in der Tuareg-Kultur ein wichtiges Symbol. Sie steht für die Sehnsucht nach einer vollkommenen, paradiesischen Welt voller Reichtümer und Überfluss. Dieser imaginäre Gegenentwurf zur unbarmherzigen und kargen Wirklichkeit der Wüste dient als eine Art Trost. In der Vorstellung der Tuareg kann nur derjenige diesen legendären Ort finden, der nicht bewusst und gezielt nach ihm sucht.
Die Tuareg besitzen mit dem Tifinagh ein Schriftsystem, das jedoch nicht der alltäglichen Kommunikation dient. Auch in früheren Zeiten war die Kenntnis des Tifinagh auf die „Adelsclans“ (damit werden in der älteren Literatur die Imajeghen/Imuhagh/Imushagh bezeichnet) beschränkt, wo sie den Kindern von ihren Müttern bzw. den alten Frauen beigebracht wurde. Heute verwenden viele Handwerker die Tifinagh-Schrift und gravieren ihre Namen auf selbst hergestellte Schmuckstücke.
→ Artikel: Geschichte des Islam bei den Tuareg

## Erziehung

1991: Nomadenkinder lösen Hausaufgaben. Oued Samene, Südostalgerien

Bei der Erziehung der Nomadenkinder legten die Tuareg großen Wert darauf, dass diese viele Verbindungen zur Außenwelt herstellen konnten und dazu ein möglichst großes soziales Netz kennenlernten. 1998 prüfte man siebenjährige Kinder auf dieses Wissen und war erstaunt, wie diese die Vorfahren und Verwandten eines ihnen unbekannten Targi aufzählten, unabhängig von seiner ursprünglichen Herkunft oder geografischen Entfernung. Aber auch andere Formen des Wissens im soziokulturellen Bereich wurden gefördert, z. B. die Beherrschung weiterer Sprachen, bis hin zu Sprachaufenthalten bei Verbündeten oder Kunden. (Das betraf die Knaben, denn die Männer waren für die Beziehungen zur Außenwelt verantwortlich.) Die Förderung des Gedächtnisses zeigte sich auch dann, wenn sich ein Targi an eine einzige Begegnung vor zehn Jahren auf einer Wüstenpiste erinnerte, die nur ein paar Minuten dauerte, an einem bestimmten Ort und in einem bestimmten Kontext, der im Detail beschrieben wurde.
Das Streben nach Wissen in vielfältiger Form, aber im Bewusstsein, dass es Mobilität, Kommunikation und Anpassungsfähigkeit fördern soll, ist vielen Beobachtenden aufgefallen. So erzählte eine junge Targia aus einem religiösen Umfeld, dass sie eine doppelte Ausbildung erfahren habe, in einer Medersa, einer muslimischen Schule in Arabisch, und in einer französischen Schule, in den 1990er Jahren. Ihr Vater habe das damit begründet, dass Wissen etwas anderes sei als Religion. Für ihn sei Wissen in jeder Kultur zu finden und müsse überall gesucht werden.

## Wohnen
Die umherziehenden Tuareg leben in Zelten. Die Stämme der Sahelzone bauen ihre Mattenzelte aus Palmwedeln. Wenn die Stämme über längere Zeit an einem Ort bleiben, errichten sie Seribas. Diese kleinen Hütten aus Schilf besitzen zwei Eingänge, welche für Durchzug sorgen. Als Windschutz dient eine Strohmatte, Asabar genannt, die man vor den Eingang stellt. In der Wüste haben die Tuareg Lederzelte, die aus 30 bis 40 Schaffellen und Ziegenfellen bestehen. Beim Aufbauen der Zelte errichten sie zuerst die Bogenkonstruktion, danach werden die Möbel platziert und anschließend Dach und Seitenwände darüber geworfen und bespannt.
Viele der Tuareg sind in die Städte gezogen. Andere haben sich an Oasen eigene Siedlungen aufgebaut und betreiben Ackerbau. Die meisten Tuareg, die in einer Stadt ein neues Leben beginnen wollen, gehen nach Agadez, eine Stadt im Niger, in der schon viele von ihnen leben.

## Kleidung

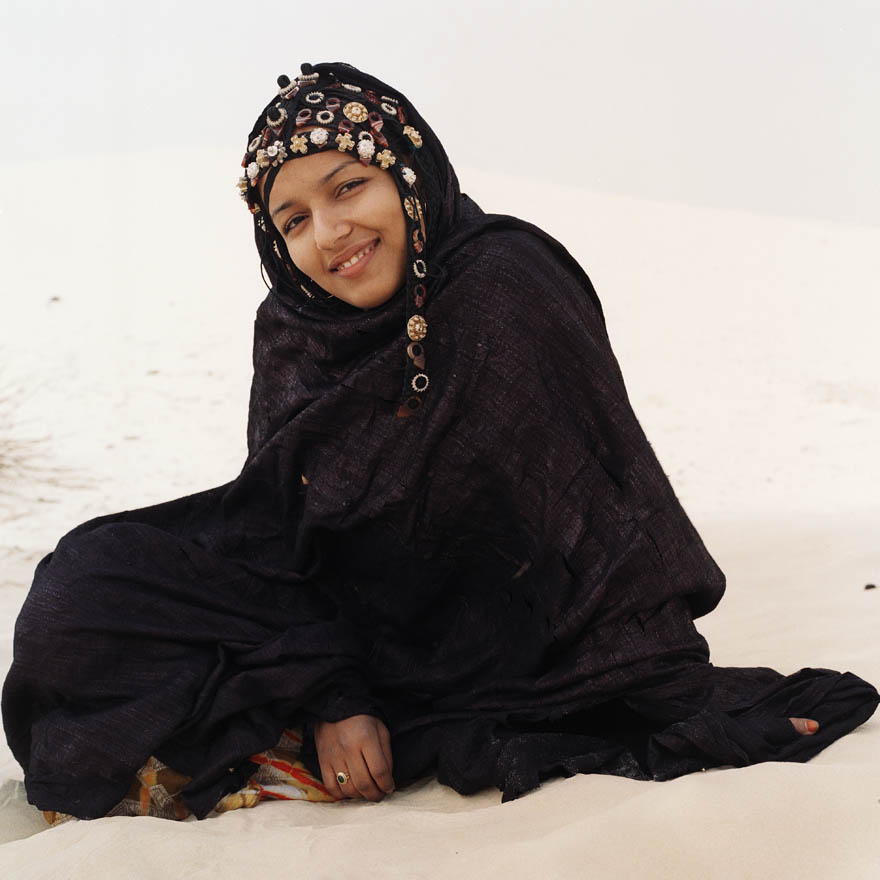
Targia aus Mali

Die Kleidung der Nomaden ist geschlechtsspezifisch. Männer tragen eine schwarze, am Saum mit weißen oder gelben Fäden bestickte Hose (ikerbey), ein langes, bis zu den Knöcheln reichendes Übergewand (tekatkat) und den Gesichtsschleier, tagelmust oder eshesh, um den Mund zu verdecken, da Körperöffnungen als unrein gelten. Außerdem ist es üblich, dass sich Männer vor Frauen verschleiern. Nach einer anderen Interpretation müssen sich die Männer, die häufig in der Wüste und in den Bergen unterwegs sind, vor den Kel Eru, den Geistern der Toten, schützen, die versuchen, auf dem Weg über den Mund Besitz von den Lebenden zu ergreifen. Zur traditionellen Männertracht gehörte, zumindest an hohen Festtagen, auch eine hohe Mütze aus rotem Filz, die als Tukumbut bezeichnet wurde. Das Gesicht der Frauen ist, wie bei den Berbern, unbedeckt, sie tragen aber ein Tuch auf dem Kopf, das ihre Würde und ihre Ehre als erwachsene Frau verdeutlicht. Die Kopfbedeckungen der Männer und Frauen haben in erster Linie mit dem Ehrenkodex der Gesellschaft (asshak) zu tun und verdeutlichen Respekt, Anstand und Reserviertheit (takarakit).
Frauen sind mit einem Wickelrock (teri) und einem lose flatternden, aufwändig bestickten Oberteil (aftaq) bekleidet oder tragen ein Wickelgewand (tasirnest). Gleich dem tagelmust der Männer besitzen Frauen eine Kopfbedeckung, adeko oder afar, die ihre Ehre und Würde unterstreicht und das Frau-sein hervorhebt.
Die Kopfbedeckung der Tuareg beruht weniger auf muslimischen Normen als auf ihren eigenen Wertvorstellungen (vgl. Rasmussen 1995). Zudem bietet sie Schutz vor Sonne, Sand und Wind und verringert die Körperaustrocknung. Aleschu, das indigoblau gefärbte und per Hand aus vielen Stoffbahnen zusammengenähte Stück Stoff, ist das Markenzeichen schlechthin, wurde jedoch erstmals vor knapp 150 Jahren aus Kano ins Gebiet der Tuareg importiert (Spittler, 2008). Jahrelanges Tragen färbt die Gesichtshaut bläulich, daher das Klischee vom „blauen Ritter der Wüste“.
Seit ungefähr einem Jahrhundert sind auch feine Musselinstoffe in weiß oder schwarz in Verwendung (eschesch), da durch die zunehmende Verarmung das aleschu nicht mehr bezahlbar war. Der Chèche (auch Schesch geschrieben) ist zwischen 2,5 Meter und 15 Meter lang, je nachdem, ob es sich um einen jungen Mann oder eine respektgebietende ältere Persönlichkeit handelt.

## Ernährung

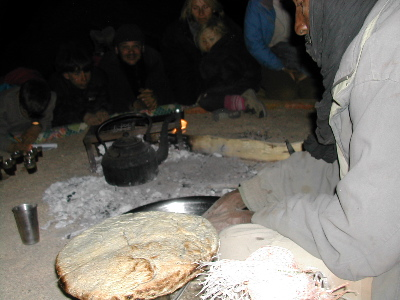
Das Brot der Tuareg (Taguella)

Verschiedene Getreidesorten, die von den Frauen angebaut oder gesammelt werden und aus denen sie das Brot der Tuareg, Taguella, herstellen, bilden die Grundlage der Ernährung. Im Süden wird vor allem Hirse genutzt, im Norden Weizen, außerdem Gerste. Für die umherziehenden Tuareg ist die Kamelmilch wichtig. Ungekocht wird sie mit Wasser zur täglichen Mahlzeit getrunken. In gedḥān genannten Holzschalen offen stehengelassen, vergärt sie zu Sauermilch oder Dickmilch. Außerdem benötigen sie Ziegen-, Kuh- und Schafsmilch für Butter und Käse. Wenn die Tuareg auf Wanderschaft sind, gehört die Taguella (insbesondere in Algerien) zum Ernährungsstandard. Fleisch gibt es meist nur bei religiösen und familiären Festen. Die Tuareg verschmähen häufig Eier, Hühner und Fisch. Beeren, Früchte, Wurzeln und Samen werden von den Frauen und Kindern wie Getreide gesammelt. Der von Arabern eingeführte Grüntee ist den Tuareg fast unentbehrlich geworden. Das Ritual des Teekochens gehört zur Teekultur Nordwestafrikas.

## Musik und Feste
Es gibt mehrere traditionelle Musikstile, zum Beispiel Tendé, Imzad und Esele. Tendé wird auch „Tanz der Kamele“ genannt. Dabei sitzen die Frauen dicht beisammen und singen, eine Vorsängerin trommelt auf dem mit Ziegenhaut bespannten Hirsemörser, der Tendé genannt wird, und die Männer umrunden die Frauen auf ihren Kamelen. Imzad ist eine einsaitige Fiedel, die vorzugsweise von älteren Frauen gespielt wird. Die dreisaitige Tuareg-Laute Tahardent ähnelt der viersaitigen Tidinit von Mauretanien, sie hat sich seit den 1960er Jahren in den Städten am Rand der Wüste ausgebreitet. Esele ist eine Art „Wüstendisco“, bei der junge Frauen die Männer mit rhythmischem Gesang und Händeklatschen zum Tanz auffordern. Gitarrenmusik ist sehr beliebt. Ein Fest ohne Gitarre ist in manchen Regionen undenkbar.
Hochzeiten und nationale oder religiöse Jahresfeste haben im Leben der Nomaden eine große Bedeutung. Das größte Fest ist die Hochzeit. Frauen und Männer tragen dabei edelste Kleidung, dazu gibt es als Musik meist Tendé. So heißt auch ein weiteres Fest, bei dem ausschließlich die Musikart Tendé gespielt wird. Daneben gibt es viele regionale Feste.
In Djanet in Südalgerien wird jedes Jahr vor dem islamischen Aschura-Tag das zehntägige Sebiba-Tanzfest veranstaltet. Bianou ist ein ähnliches Neujahrsfest, das in Agadez im nördlichen Niger stattfindet.

## Kunst und Handwerk

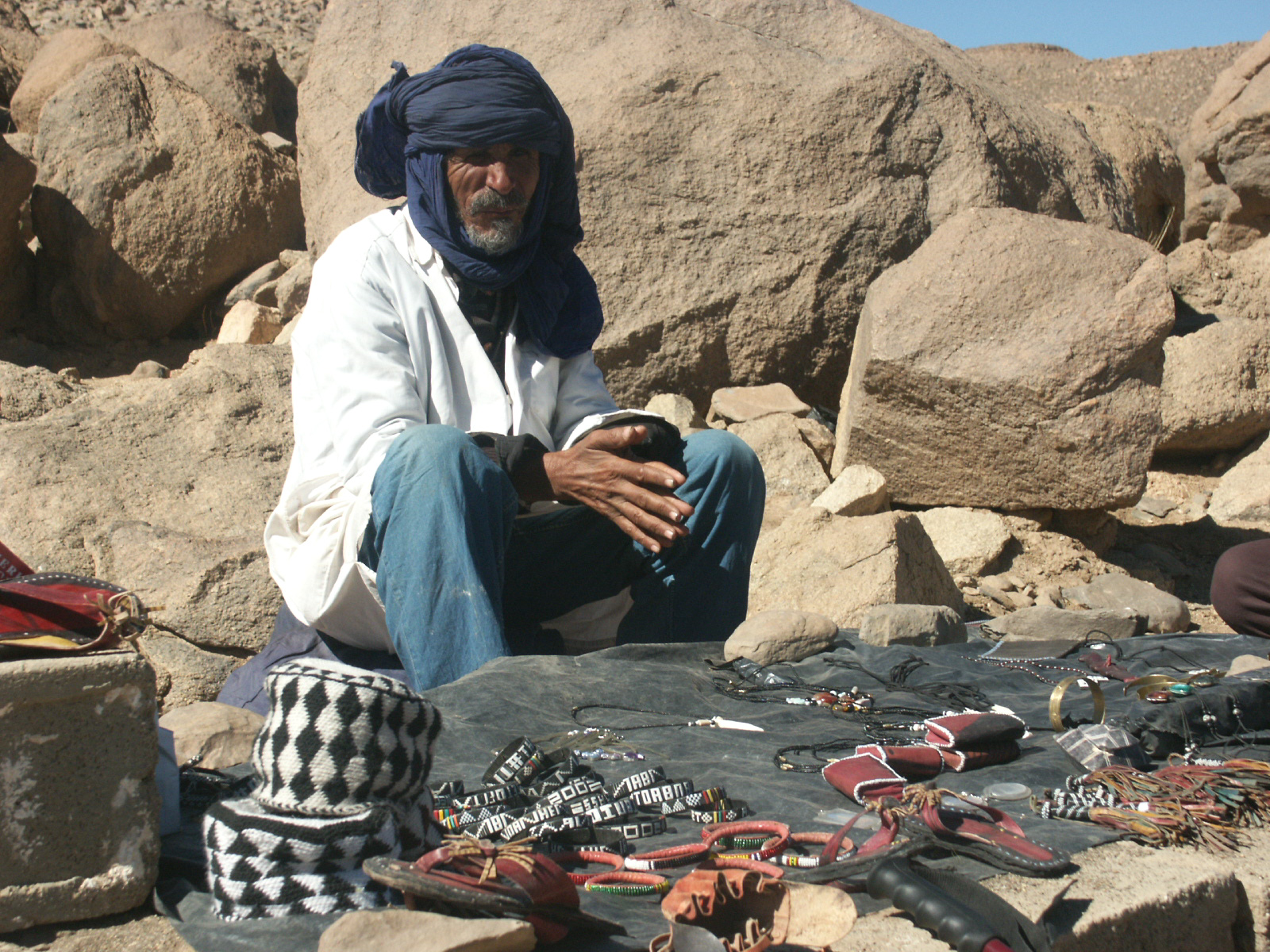
Ein Targi verkauft selbst hergestellte Gegenstände

Die Tuareg schmieden von Waffen bis zu Ohrringen die unterschiedlichsten Gegenstände aus Eisen, Silber und Buntmetallen. Eisen gewinnen sie heutzutage in erster Linie aus Industrieschrott, zum Beispiel Halbachsen von Geländewagen, die sie dann zu Äxten weiterverarbeiten.
Für die Herstellung von Gegenständen aus Buntmetall (Kupfer, Messing und Bronze) wird meist das Wachsausschmelzverfahren angewandt, bei dem man zunächst ein Modell des gewünschten Objekts aus Wachs anfertigt. Das Modell wird anschließend in kaltem Wasser gehärtet und danach mit feinem Ton umkleidet. Dabei werden mehrere Löcher freigelassen, um später das Wachs ausschmelzen zu können. Nun wird der Ton erhitzt und das Wachs durch die Öffnungen in eine Schüssel mit Wasser zur Wiederverwertung ausgegossen. Das vorgesehene Metall wurde bereits in einem Tontiegel (tebent) geschmolzen. Wenn das Gussmetall dann heiß genug ist, wird es durch das Wachsausgussloch in die Tonform eingegossen. Diese wird nach der Metallhärtung zerschlagen, anschließend wird der abgekühlte Rohling gefeilt und poliert (beispielsweise mit Sand), und es wird ein Muster eingeritzt. Da man beim Gelbguss keine vorgefertigten Gussformen verwendet, fallen schon die unbearbeiteten Objekte sehr unterschiedlich aus.

## Handel
Die Salzlagerstätten von Fachi und Bilma im Niger sind jeweils im Winter das Ziel von Kamelkarawanen der Kel Aïr, Tuareg-Nomaden des Aïrs. Dabei müssen sie die vegetationslose Ténéré durchqueren und somit Kamelfutter mitführen. Neben dem Salz, das sie dort erwerben, tauschen sie in den beiden Oasen die mitgeführte Hirse gegen Datteln ein. Das Salz brauchen sie vor allem für ihre eigenen Nutztiere. Die Karawanen sind kleiner geworden, meist sind es einzelne Familien, die sich zusammentun. Die großen Salztransporte werden heute aber mit Lastwagen durchgeführt.
In der algerischen Sahara ist die Salzlagerstätte Tisemt in der Ebene von Amadror die bedeutendste. Diese liegt nordöstlich des Ahaggar-Gebirges, und die Mine gehörte den Kel Ahaggar. Das Speisesalz ist von guter Qualität und kann oberflächlich gewonnen werden. Obwohl im Amadror schon lange Salz abgebaut wurde, florierte dieses Gewerbe vor allem ab Beginn des 20. Jahrhunderts bis in die Siebzigerjahre. Jährlich wurden 500 bis 1000 Kamellasten an Salz gewonnen und in den Handel gebracht. Es war ein Dreieck-Geschäft: Das Salz wurde von der Mine nach Süden bis nach Agadez oder Zinder im Niger gebracht und dort gegen Hirse eingetauscht. Dazu kauften die Tuareg auf den Märkten Grüntee, Stoffe und andere Fertigprodukte. Der Rückweg führte in die Ahaggar-Region, wo sie die Hirse verkauften oder bei ihren Familien lagerten und Trockenfleisch luden. Die nächste Station war der Tidikelt, die Region um In Salah, wo sie die Fertigprodukte und das Fleisch gegen Datteln eintauschten. Die letzte Etappe brachte sie mit den Datteln wieder in ihre Heimat. Ein solcher Zyklus dauerte jeweils von September bis März des folgenden Jahres. - 1973 konnten die Tuareg eine Ladung Salz nur noch gegen eine einzige Ladung Hirse eintauschen, während sie 15 Jahre früher dafür noch 4 bis 5 Ladungen erhielten. Das erklärt, warum dieser Karawanenhandel in jenen Jahren zum Erliegen kam. Heute holen sich noch Nomaden und Sesshafte in der Nähe der Salzmine Salz für den Eigenbedarf.
Die wichtigste Salzfundstätte in Mali ist in Taoudenni. Der Ort ist nur über eine Schotterpiste ab Timbuktu erreichbar, und Lastwagen geraten dort oft in Schwierigkeiten. Deshalb hat hier der Karawanenhandel noch überlebt und wird auch von Tuareg betrieben. Obwohl die Salzkarawanen nur im Winterhalbjahr unterwegs sind, ist die Strecke von 750 km sehr entbehrungsreich für Mensch und Tier. Die Qualität des Salzes aus Taoudenni wird sehr geschätzt, aber das billigere Meersalz aus Kaolack im Senegal macht ihm Konkurrenz, und die Handelsmengen haben deshalb abgenommen.

## Bekannte Tuareg
- Attaher Abdoulmoumine (* 1964), nigrischer paramilitärischer Anführer und Politiker
- Rhissa Ag Boula (* 1957), nigrischer paramilitärischer Anführer und Politiker
- Ibrahim al-Koni (* 1948), libyscher Schriftsteller
- Hamid Algabid (* 1941), nigrischer Politiker, Premierminister Nigers
- Habibou Allélé (1938–2016), nigrischer Politiker und Diplomat
- Mouma Bob (1963–2016), nigrischer Gitarrist und Singer-Songwriter
- Bombino (* 1980), nigrischer Gitarrist und Sänger
- Aïchatou Boulama Kané (* 1955), nigrische Politikerin
- Akoli Daouel (* 1937), nigrischer Politiker, Journalist und Unternehmer
- Mano Dayak (um 1950–1995), nigrischer politischer Aktivist, Unternehmer und Schriftsteller
- Rissa Ixa (* 1946), nigrischer Maler
- Sanoussi Jackou (1940–2022), nigrischer Politiker
- Mdou Moctar (* 1985), nigrischer Gitarrist und Singer-Songwriter
- Alhousseïni Mouloul (* 1955), nigrischer Jurist, Diplomat und Politiker
- Abdallah ag Oumbadougou (* um 1962), nigrischer Musiker
- Brigi Rafini (* 1953), nigrischer Politiker, Premierminister Nigers
- Jeannette Schmidt Degener (1926/1927–2017), nigrische Unternehmerin und Politikerin
- Ilguilas Weila (* 1957), nigrischer Abolitionist
- Mouddour Zakara (1912–1976), nigrischer Politiker
- Ikhia Zodi (1919–1996), nigrischer Politiker

### Belletristik
- Ibrahim al-Koni: Die Magier. Das Epos der Tuareg. Lenos Verlag, Basel 2001. ISBN 3-85787-670-0.
- Ibrahim al-Koni: Die steinerne Herrin: Ergänzende Episoden zum Epos der Tuareg. Aus dem Arabischen übersetzt von Hartmut Fähndrich, Lenos Verlag, Basel 2004. ISBN 3-85787-354-X.
- Federica de Cesco: Kel Rela. Im Herzen der Sahara. Neptun, Kreuzlingen 1977; überarbeitete Neufassung: Arena, Würzburg 2010
- Federica de Cesco: Hinani – Tochter der Wüste. 2008. ISBN 3-401-50048-1 (Jugendroman).
- Federica de Cesco: Samira – Königin der roten Zelte. Band 1 der Samira-Trilogie. Arena Verlag, Würzburg 2006. ISBN 3-401-05363-9 (Jugendroman).
- Federica de Cesco: Samira – Hüterin der blauen Berge. Band 2 der Samira-Trilogie. Arena Verlag, Würzburg 2006. ISBN 3-401-05364-7 (Jugendroman).
- Federica de Cesco: Samira – Erbin der Ihagarren. Band 3 der Samira Trilogie. Arena Verlag, Würzburg 2006. ISBN 3-401-05875-4 (Jugendroman).
- Federica de Cesco: Wüstenmond. Marion von Schröder, München 2000. ISBN 3-547-71765-5. (Roman)
- Mano Dayak: Geboren mit Sand in den Augen. Die Autobiographie des Führers der Tuareg-Rebellen. Unionsverlag, Zürich 1997. ISBN 978-3-293-00237-1.
- Jane Johnson: Die Seele der Wüste. Page & Turner, 2010. ISBN 3-442-20344-9 (Roman).
- Heike Miethe-Sommer: Tuareg Poesie. Cargo Verlag, Schwülper 1994. ISBN 978-3-9805836-1-9.
- Alberto Vázquez-Figueroa: Tuareg. Goldmann Verlag, München 1989. ISBN 3-442-09141-1.